# Hagioscoop

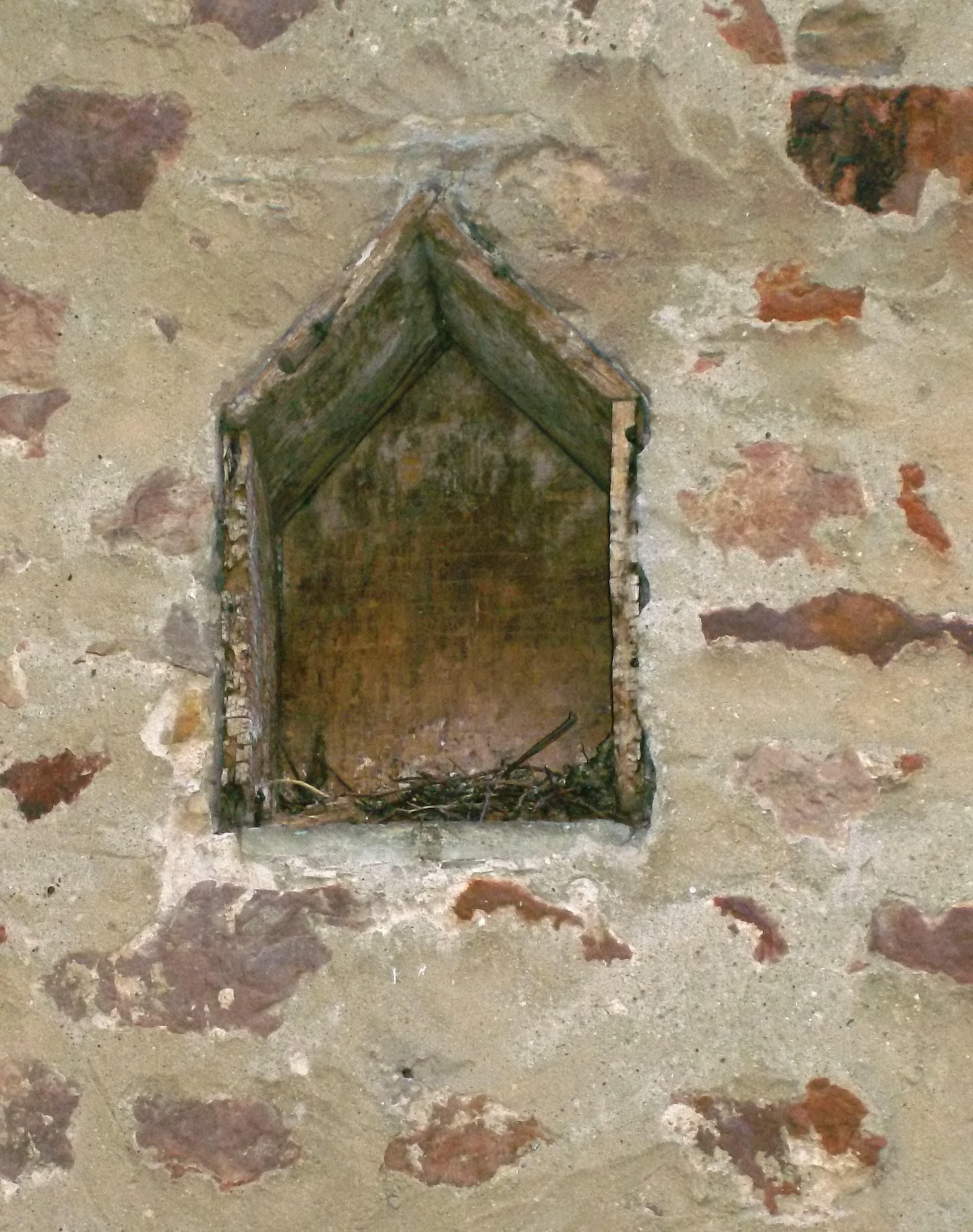
Hagiscoop, St. Clemens, Bad Iburg

Een hagioscoop of laag venster is een opening  die lager is geplaatst dan de overige vensters in een kerk of kathedraal. Het is enigszins vergelijkbaar met de squint (schuine kijkspleet in koorboog of doksaal).
Door de hagioscoop kan licht toetreden, maar het venster kan ook bedoeld zijn om de kerkbezoekers zicht te geven op voorwerpen, handelingen of het sacrale binnen de kerk. Mensen die niet in de kerk wensten te komen (bijvoorbeeld kluizenaars vanuit hun verblijfsruimte naast de kerk) of er niet mochten komen (bijvoorbeeld misdadigers, overspeligen en lepralijders) konden zo toch de mis volgen zonder zich onder de kerkgangers te begeven.
Een vaste vormgeving is er niet. Een hagioscoop kan bestaan uit een simpel gat, een spleet of een daadwerkelijk venster.